# لیک کوشکونانگ (ویسکانسین)
لیک کوشکونانگ (به انگلیسی: Lake Koshkonong) یک منطقهٔ مسکونی در ایالات متحده آمریکا است که در Sumner واقع شده‌است. لیک کوشکونانگ ۷۷٫۴ کیلومتر مربع مساحت و ۱٬۲۰۴ نفر جمعیت دارد و ۲۳۸ متر بالاتر از سطح دریا واقع شده‌است.